# 新薩馬拉
47°57′9″N 31°58′51″E / 47.95250°N 31.98083°E
新薩馬拉（烏克蘭語：Новосамара），是烏克蘭中部的村莊，隸屬基洛夫格勒州的克羅皮夫尼茨基區。該村面積0.82平方公里，海拔高度178米，2001年人口146，人口密度每平方公里178.7人。